# Nils van der Poel
Nils Göran van der Poel (* 25. dubna 1996 Trollhättan, Švédsko) je švédský rychlobruslař.
Jeho první velkou mezinárodní akcí byly Zimní olympijské hry mládeže 2012. Od konce téhož roku začal závodit ve Světovém poháru juniorů a v roce 2013 debutoval na juniorském mistrovství světa. V listopadu 2013 absolvoval dva závody v seniorském Světovém poháru, nicméně pravidelně v něm začal nastupovat až o rok později. Zúčastnil se Zimních olympijských her 2018 (5000 m – 14. místo). Na Mistrovství světa 2021 vyhrál závody na 5000 m a 10 000 m a na obou distancích zvítězil i na Zimních olympijských hrách 2022. Krátce poté získal zlatou medaili na Mistrovství světa ve víceboji 2022. V sezóně 2021/2022 také vyhrál celkové hodnocení Světového poháru v závodech na dlouhých tratích.
V letech 2021 a 2022 získal cenu Oscara Mathisena.
Po návratu z pekingské olympiády se v únoru 2022 setkal s dcerou švédsko-čínského politického vězně Kuej Min-chaje a jako projev solidarity jí daroval svoji zlatou medaili ze závodu na deset kilometrů.